# Los Antiguos
Los Antiguos es una localidad del Departamento Lago Buenos Aires de la provincia de Santa Cruz, en la región Patagónica de la República Argentina.
Se encuentra a 1056 km de Río Gallegos, en el Noroeste de la provincia de Santa Cruz, en la costa sur del Lago Buenos Aires, y a orillas del río Los Antiguos. El entorno está configurado por las estribaciones orientales de la cordillera de los Andes y la Meseta del Lago Buenos Aires.

## Descripción
Pese a que el clima de la zona es frío, el área de Los Antiguos se ve beneficiada por un clima benigno debido a que la población se encuentra a una altitud baja, en una vertiente asoleada y con el influjo moderador de los vientos del cercano Océano Pacífico. Esto permite que en Los Antiguos se practique una agricultura intensiva, especialmente de frutos agrios: cerezas, frutillas, frambuesas, manzanas; la cereza es la que más se destaca, por tal razón Los Antiguos ha sido declarada la Capital Nacional de la Cereza celebrándose para ello una festividad durante cada enero (verano del Sur) con jineteadas, recitales folclóricos, fuegos artificiales y una fiesta de la cereza.
En el año 2015 se llevó a cabo la primera edición del CEREZA ROCK, evento organizado por Alejandro Nain y Lucía Camin, donde se reúnen bandas de la provincia para promover la música regional y el intercambio cultural de las localidades de la zona. Haciendo participar a todos los jóvenes. En su primera edición participaron solistas y bandas de Rock, Heavy, Reggae y Hard Rock de las localidades de Los Antiguos, Perito Moreno, Las Heras, Pico Truncado, Caleta Olivia, Comodoro Rivadavia, y Córdoba Capital. 
El pueblo está embellecido por canales de riego que atraviesan las chacras rodeadas de coníferas.

Dadas las intensas nevadas invernales (especialmente entre abril y agosto) las viviendas de la población son en su mayor parte realizadas con techado a dos aguas, lo que le da un aspecto "alpino", reforzado por la presencia de coníferas adornando las veredas y los patios.
El verano austral coincide con las cosechas, embelleciendo la zona por las flores de las cerezas y los rojos y amarillos de los campos de tulipanes.
El clima y los paisajes, así como las posibilidades de pesca, deportes náuticos, montañismo y turismo de aventura le dan un señalado atractivo turístico. La zona naturalmente fértil tiene como flora autóctona bosques de lenga, ñiré y coihue por donde merodean huemules y liebres, que principalmente se ven entre las seis y siete por la mañana.  También prosperan espontáneamente coníferas. Se añaden al atractivo turístico interesantes vestigios arqueológicos. En las proximidades se encuentran minas de oro.
En los últimos años se realiza la Fiesta del Lago que surgió en el año 2000, para crear una interacción con la naturaleza.

## Toponimia

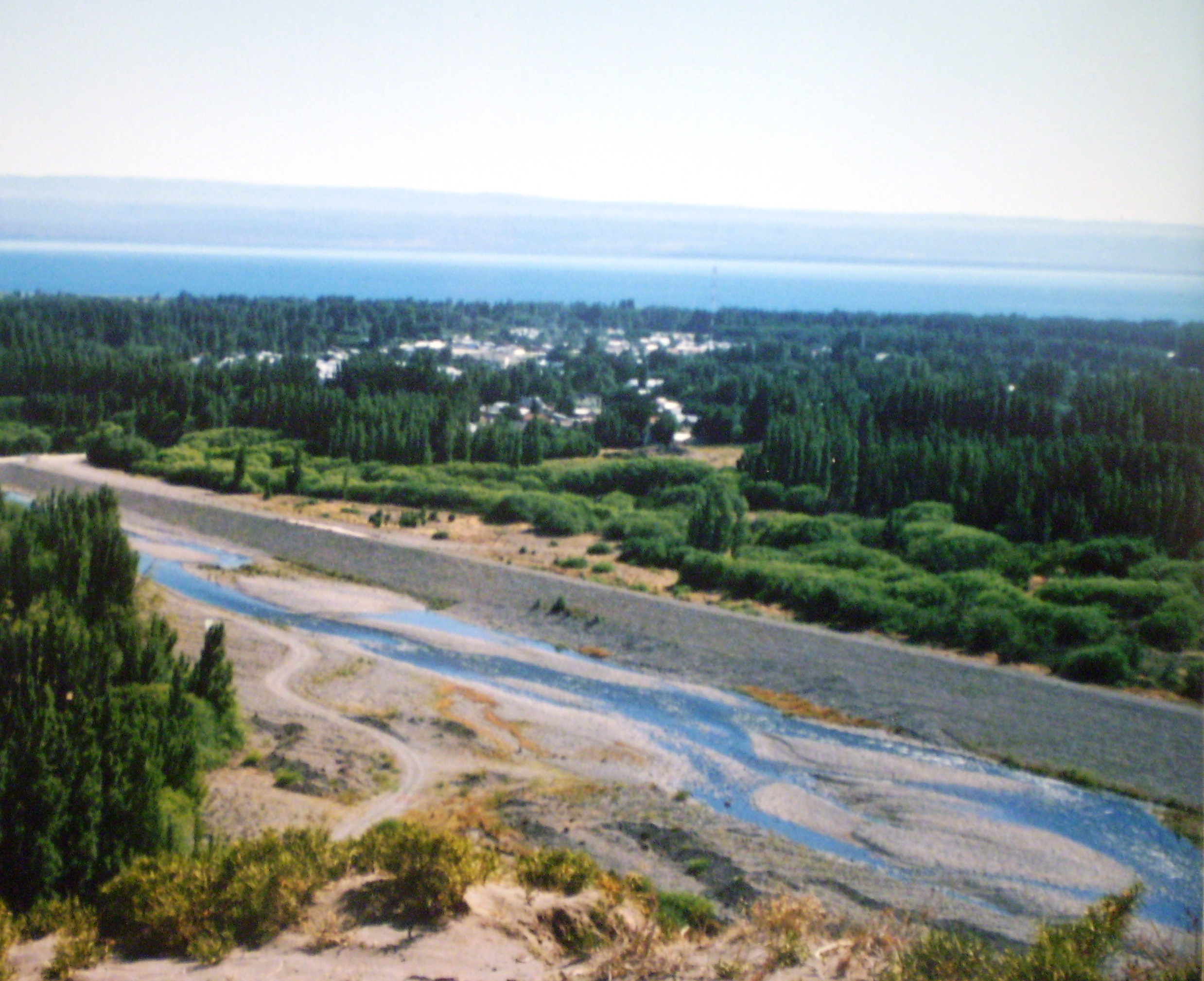
Vista aérea de Los Antiguos

La toponimia da cuenta de todo esto, el lugar fue llamado precisamente Los Antiguos porque allí iban a pasar su vejez los ancianos ("antiguos") patagones de la gran parcialidad ahónikenk quienes llamaron al lugar i-keu-kenk que literalmente significa: "mis antepasados". Esto significa que es una localidad habitada desde hace siglos (en idioma aóniken, un aike), aunque su fundación espontánea como población con orígenes principalmente europeos data de 1900 con la llegada de la primera generación de argentinos con linajes galeses. En 1906 se documenta la presencia del primer residente permanente, Arsenio Melo aunque seis meses antes se estableció como primer colono Tristán Martínez y su mujer Ana Lacalle, según asegura Sara Martínez (89 años), hija que reside en Los Antiguos y su hermana Asención (97 años), también nacida en esta ciudad y que reside actualmente en Trelew, siendo su hermana Ana Martínez (1910/1911),  la primera persona nacida en Los Antiguos, a la cual siguió la familia argentina de origen galés de los Hugs. Cabe resaltar que Tristán Martínez (1889-1986) y su familia residían en la localidad de Apeleg, Chubut, cuando para administrar campos de la familia Menéndez Behety se mudaron a Los Antiguos, siendo además baqueano del Perito Moreno en uno de sus viajes. Además de una población criolla con orígenes tanto indoamericanos como europeos (especialmente centroeuropeos y esteeuropeos) es interesante la presencia de linajes con orígenes cercanoorientales que arribaron hacia 1920.
En 1921 en el lugar se crea por decreto ley del Poder Ejecutivo Nacional la Colonia Mixta (agrícola-ganadera) Leandro N. Alem, que luego recuperaría el nombre de Los Antiguos. El 22 de febrero de 1970 obtiene la categoría de municipalidad.
La pequeña ciudad fue prosperando lenta aunque ininterrumpidamente a casi todo lo largo del siglo XX, pero en la noche del 8 de agosto de 1991 la erupción del volcán Hudson ubicado en el lado chileno significó un momento de grave crisis para gran parte de la Patagonia argentina y en particular de esta localidad que se encuentra bastante cercana al volcán. Si bien la catástrofe no significó víctimas humanas, implicó una fuerte depresión económica ya que las huertas y bosques se vieron cubiertos por metros de ceniza volcánica que en esa época esterilizaron gran parte de la región con la consiguiente pérdida de millones de ovejas y el repentino empobrecimiento de los pobladores. Pese a ello, en poco tiempo Los Antiguos inició su recuperación principalmente mediante gestiones cooperativas.
A comienzos de siglo XXI el municipio de Los Antiguos cuenta con una población que ronda los cinco mil habitantes ("antigüenses").
La ruta provincial 43 la conecta fácilmente con la ciudad de Perito Moreno unos 57 km al este. La célebre ruta nacional 40 (que sigue a la antigua pista de los aónikenk y que fuera recorrida por los exploradores Musters y Francisco Pascasio Moreno en el s XIX) conecta a Los Antiguos con la que se llamó, en otra época, "Cueva de Altamira" (en obvio homenaje a la célebre cueva española) con interesantes pinturas rupestres que figuran la caza de guanacos y huemules, y que actualmente recibe el nombre de cueva de las Manos, por la enorme cantidad de manos que imprimieron los hombres primitivos en las rocas de la cueva (Monumento Histórico Nacional y Patrimonio Cultural de la Humanidad). Unos 80 km al sur de Los Antiguos se encuentra el parque nacional Perito Moreno y al oeste, ya en sector chileno, los parques nacionales Laguna San Rafael y Los Huemules, así como los campos de hielo glaciar del monte San Valentín o San Clemente. También el parque nacional Patagonia.

## Clima
Como se aclara en el párrafo anterior, el clima es mucho más benigno que en las zonas circundantes. En invierno las temperaturas pueden bajar a -20 °C, mucho más moderado que en la meseta del Lago Buenos Aires donde llegan a -30 °C o -35 °C. En verano el clima es de templado a fresco, con un promedio de 13 °C y máximas que superan los 20 °C. Las heladas invernales son frecuentes, pero nieva pocos días al año.
| Parámetros climáticos promedio de Los Antiguos, SC | Parámetros climáticos promedio de Los Antiguos, SC | Parámetros climáticos promedio de Los Antiguos, SC | Parámetros climáticos promedio de Los Antiguos, SC | Parámetros climáticos promedio de Los Antiguos, SC | Parámetros climáticos promedio de Los Antiguos, SC | Parámetros climáticos promedio de Los Antiguos, SC | Parámetros climáticos promedio de Los Antiguos, SC | Parámetros climáticos promedio de Los Antiguos, SC | Parámetros climáticos promedio de Los Antiguos, SC | Parámetros climáticos promedio de Los Antiguos, SC | Parámetros climáticos promedio de Los Antiguos, SC | Parámetros climáticos promedio de Los Antiguos, SC | Parámetros climáticos promedio de Los Antiguos, SC |
| Mes                                                | Ene.                                               | Feb.                                               | Mar.                                               | Abr.                                               | May.                                               | Jun.                                               | Jul.                                               | Ago.                                               | Sep.                                               | Oct.                                               | Nov.                                               | Dic.                                               | Anual                                              |
| -------------------------------------------------- | -------------------------------------------------- | -------------------------------------------------- | -------------------------------------------------- | -------------------------------------------------- | -------------------------------------------------- | -------------------------------------------------- | -------------------------------------------------- | -------------------------------------------------- | -------------------------------------------------- | -------------------------------------------------- | -------------------------------------------------- | -------------------------------------------------- | -------------------------------------------------- |
| Temp. media (°C)                                   | 15                                                 | 15                                                 | 12                                                 | 9                                                  | 5                                                  | 3                                                  | 2                                                  | 4                                                  | 6                                                  | 9                                                  | 12                                                 | 14                                                 | 9                                                  |
| Precipitación total (mm)                           | 12                                                 | 7                                                  | 16                                                 | 25                                                 | 48                                                 | 40                                                 | 52                                                 | 39                                                 | 24                                                 | 13                                                 | 10                                                 | 10                                                 | 295                                                |
| Días de precipitaciones (≥ 1 mm)                   | 2                                                  | 2                                                  | 3                                                  | 5                                                  | 7                                                  | 6                                                  | 7                                                  | 6                                                  | 5                                                  | 4                                                  | 3                                                  | 3                                                  | 52                                                 |
| Horas de sol                                       | 493                                                | 406                                                | 400                                                | 387                                                | 307                                                | 276                                                | 298                                                | 335                                                | 369                                                | 434                                                | 468                                                | 508                                                | 4681                                               |
| Humedad relativa (%)                               | 52                                                 | 53                                                 | 59                                                 | 65                                                 | 73                                                 | 75                                                 | 75                                                 | 71                                                 | 65                                                 | 58                                                 | 52                                                 | 52                                                 | 63                                                 |
| Fuente: Weatherbase - Los Antiguos                 |                                                    |                                                    |                                                    |                                                    |                                                    |                                                    |                                                    |                                                    |                                                    |                                                    |                                                    |                                                    |                                                    |

## Turismo
Por los motivos antedichos Los Antiguos es naturalmente un centro turístico todo el año (durante los prolongados y nevados inviernos la zona es buena para los deportes invernales). Durante todo el año la avenida 11 de julio (la principal de esta pequeña ciudad) tiene el atractivo de una feria artesanal, esta avenida acerca a las escalinatas del edificio de la municipalidad en un centro cívico, desde tales escalinatas se puede marchar hacia el sudoeste hasta llegar al mirador panorámico Uendeunk, avanzando dos kilómetros más al sur se accede al mirador del Jeinimeni desde el cual se observan las coloridas 420 hectáreas que han constituido el núcleo de la zona chacarera con sus cultivos floridos, luego se encuentra el siempre nevado cerro Castillo tras esto un camino de montaña que se inicia a solo 200 m s. n. m. trepa los faldeos andinos cubiertos de coníferas y fagáceas hasta tener etapa en la ladera del Monte Zeballos ya a 1 500 m s. n. m., luego se penetra en un espeso bosque de lengas y ñires de 8000 hectáreas que culmina en un páramo volcánico llamado El Portezuelo, desde allí se puede, punto más alto de este recorrido, se apreciar en toda su magnitud el gran lago Buenos Aires/Carrera con sus aguas azules y sus ocasionales témpanos y continuar viaje al recóndito Lago Posadas.
En esta localidad pueden visitarse varias chacras y cosechar cerezas, hay un bello Bar Lácteo en el centro de la ciudad sobre la calle San Martín. En el 2021, se inauguró la Reserva Natural Urbana "Laguna de los Juncos".

## Ciudades hermanas
- Itxassou, Francia

## Población
Cuenta con 3,363 habitantes (Indec, 2010), de los cuales 1.597 son mujeres y 1.766 son varones; lo que representa un marcado incremento del 64% frente a los 2,047 habitantes (Indec, 2001) del censo anterior. En el censo 2022 la población aminoró su ritmo de crecimiento al alcanzar 4655 habitantes. Además, se registraron 2056 viviendas.
| Gráfica de evolución demográfica de Los Antiguos entre 1947 y 2022 |
|                                                                    |
| Fuente: Censos nacionales del INDEC                                |

## Principales Avenidas
- Avda. 11 de Julio
- Ruta provincial 43
- Ruta provincial 41